# Pedro Fernández Hernández
Pedro Fernández Hernández (Madrid, 11 de febrer de 1970) és un advocat i polític espanyol, diputat al Congrés per Saragossa i regidor de l'Ajuntament de Madrid des de 2019. Va ser l'encarregat de la coordinació de l'estratègia jurídica de l'acusació particular del partit ultradretà Vox al Judici al procés independentista català.
Nascut l'11 de febrer de 1970 a Madrid, es va llicenciar en dret per la Universitat Nacional d'Educació a Distància (UNED).
Tertulià habitual a Intereconomía i col·laborador a La Gaceta de la Iberosfera i Libertad Digital va ser lletrat de Nacho Mínguez, activista de Vox detingut a Gibraltar després d'efectuar un acte de propaganda desplegant una bandera espanyola al penyal. Contractat el 2016 per uns treballadors en un litigi laboral contra INECO, posteriorment aquests van presentar una querella contra Fernández, acusant-lo d'una presumpta estafa.
Integrant al costat de Javier Ortega Smith-Molina com a part de la acusació popular de Vox al judici del Procés, adquirint així una mica de perfil mediàtic, va ser encarregat de la coordinació de l'estratègia jurídica de la formació ultradretà durant la causa judicial.
Amb un perfil de cunero (sense vinculació coneguda amb Aragó), va concórrer com a cap de la llista de Vox al Congrés dels Diputats per Saragossa a les eleccions generals espanyoles d'abril de 2019. Elegit com a diputat, es va presentar al número 2 de la candidatura de Vox de cara a les eleccions municipals de maig de 2019 a Madrid encapçalada per Ortega Smith. Elegit de nou, va passar a compaginar la seva acta de regidor a l'Ajuntament de Madrid amb l'escó de diputat a la cambra baixa. Va renovar el seu escó de diputat a les eleccions de novembre de 2019.